# کسن (بازی ویدئویی)
کِسّن (انگلیسی: Kessen) یک بازی ویدئویی در سبک تاکتیک هم‌زمان است که توسط کویی توسعه یافته و به‌وسیله الکترونیک آرتس در سال ۲۰۰۰ و به عنوان بازی زمان عرضه در پلت‌فرم پلی‌استیشن ۲ منتشر شده‌است.
به دنبال این بازی دو دنباله تحت عناوین کسن ۲ (۲۰۰۱) و کسن سه (۲۰۰۴) نیز عرضه شدند. این دو بازی عناصری وابسته به هوا و جو و جادو را به این سری معرفی کردند.